# Jelnja-Offensive
1941: Białystok-Minsk – Dubno-Luzk-Riwne – Smolensk – Uman – Kiew – Odessa – Leningrader Blockade – Wjasma-Brjansk – Charkow – Rostow – Moskau – Tula

1942: Rschew – Charkow – Ljuban/Wolchow – Kertsch/Sewastopol – Fall Blau – Kaukasus – Stalingrad – Operation Mars

1943: Woronesch-Charkow – Operation Iskra – Nordkaukasus – Charkow – Kursk – Orjol – Donez-Mius – Donbass – Belgorod-Charkow – Smolensk – Dnepr – Kiew

1944: Dnepr-Karpaten – Leningrad-Nowgorod – Krim – Wyborg–Petrosawodsk – Operation Bagration – Lwiw-Sandomierz – Jassy–Kischinew – Belgrad – Petsamo-Kirkenes – Baltikum – Karpaten – Ungarn

1945: Kurland  – Weichsel-Oder – Ostpreußen – Westkarpaten – Niederschlesien – Ostpommern – Plattensee – Oberschlesien – Wien – Oder – Berlin – Prag

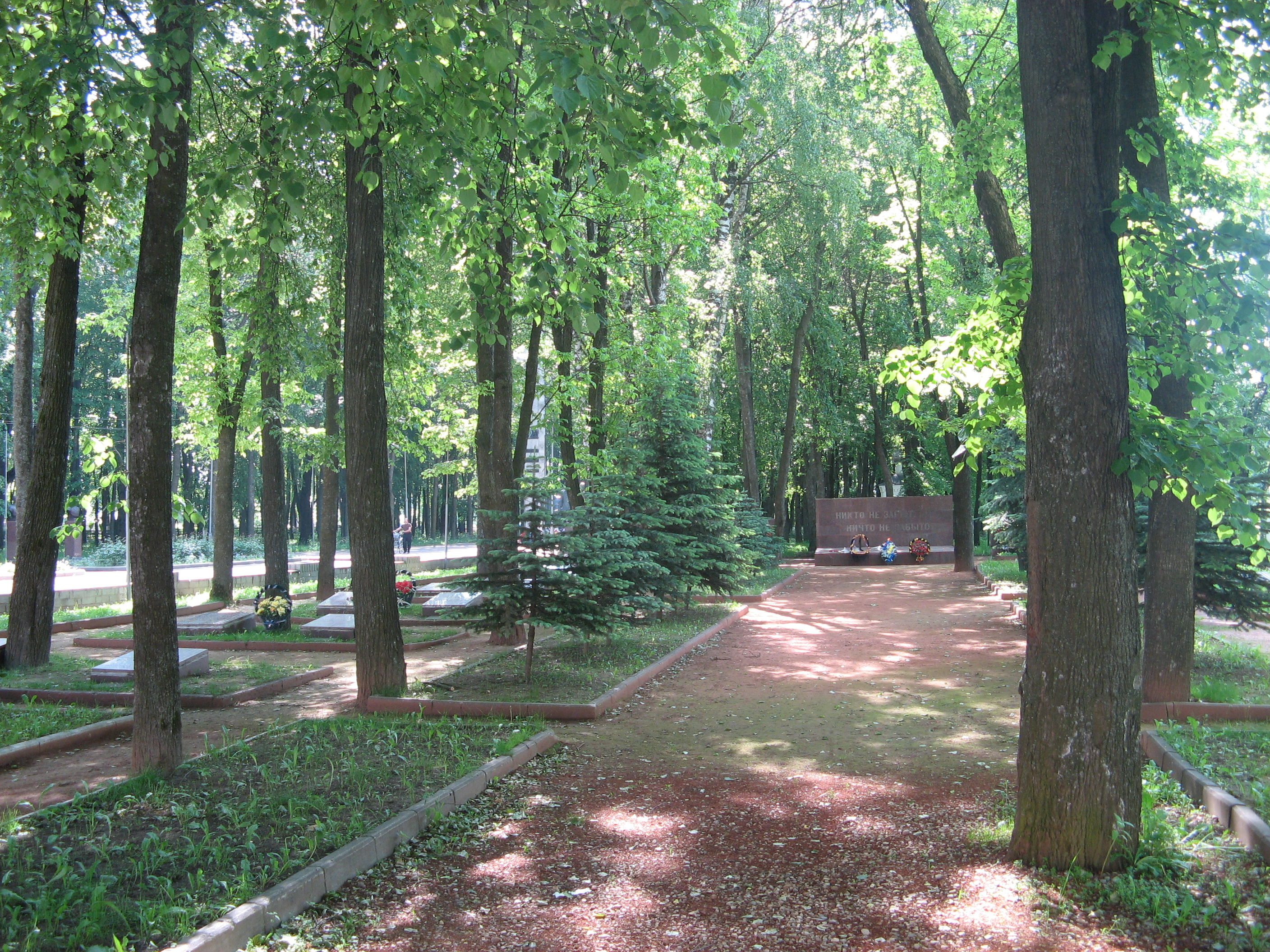
Sowjetischer Soldatenfriedhof in Jelnja

Die sowjetische Jelnja-Offensive (30. August – 8. September 1941; russisch Ельнинская операция) war ein militärisches Unternehmen der Sowjetarmee gleichzeitig mit der Kesselschlacht von Kiew während des Deutsch-Sowjetischen Krieges. Jelnja liegt rund 50 Kilometer südöstlich von Smolensk entfernt.

## Vorgeschichte
Am 19. Juli 1941 erreichte das deutsche XXXXVI. Armeekorps (mot.) (General der Panzertruppe von Vietinghoff) die Stadt Jelnja, durchbrach die Verteidigungsstellungen der 19. Schützendivision und schnitt die dortige Eisenbahnlinie ab. Die deutsche 10. Panzerdivision und die SS-Division Das Reich bildeten dabei den sogenannten Jelnja-Bogen. Dadurch wurde die Versorgung der sowjetischen 16. und 20. Armee bedroht, die nordwestlich von Jelnja im Raum Smolensk eingekesselt wurden. Aus dem Frontvorsprung hatte die deutsche Führung die Möglichkeit, gegen die südliche Flanke der Westfront in Richtung Wjasma zu operieren und auf kürzesten Weg weiter nach Moskau vorzustoßen.
Nach ersten erfolglosen sowjetischen Gegenangriffen mit der 19. und 120. Schützendivision, welche durch die 104. Panzerdivision unterstützt wurden, gab das Kommando der Reservefront die 105. Panzerdivision und die 106. motorisierte Schützendivision zur Verstärkung der 24. Armee frei. Nach der am 21. Juli erfolgten Überstellung der 104. Panzerdivision in den Raum Roslawl zur 28. Armee des Generals Katschalow nahm die 105. Panzerdivision deren vorherigen Positionen ein.
Am 17. August nahmen die Truppen der 24. Armee ihre erfolglosen Gegenangriffe auf den Brückenkopf wieder auf, an dessen Verteidigung zu diesem Zeitpunkt fünf Divisionen des XX. Armeekorps der deutschen 4. Armee beteiligt waren. Am 21. August befahl der Oberbefehlshaber der Reservefront, Georgi Schukow, die deutsche Bedrohung aus dem Frontbogen durch eine entscheidende Gegenoffensive aufzuheben. Nach der Umgruppierung der deutschen Panzergruppe 2 nach Süden hatte am 28. August auch das deutsche IX. Armeekorps die Sicherung im halbkreisförmigen Jelnja-Frontvorsprung übernommen.

## Verlauf
Am 30. August um 7 Uhr startete die sowjetische 24. Armee unter Generalmajor K. I. Rakutin einen doppelseitigen Angriff gegen den Frontbogen. An der Offensive beteiligten sich von rechts nach links, folgende Großverbände:

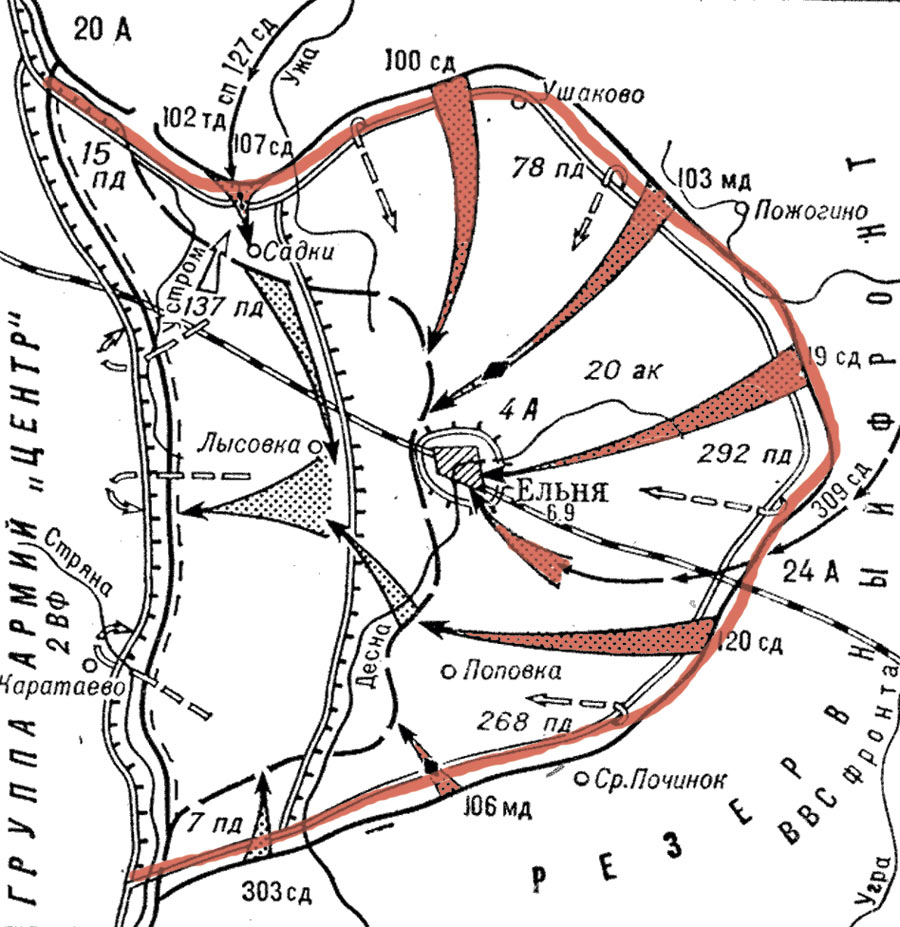
Jelnja-Offensive

- 102. Panzerdivision (Oberst Ivan D. Illarionow)
- 127. Schützendivision (Oberst A. S. Akimenko)
- 107. Schützendivision (Oberst P. V. Mironow)
- 100. Schützendivision (Generalmajor I. N. Russijanow)
- 103. mot. Schützendivision (Generalmajor I. I. Biritschew)
- 19. Schützendivision (Oberst A. I. Utvenko)
- 309. Schützendivision (Oberst N. A. Iljantzew)
- 120. Schützendivision (Generalmajor K. I. Petrow)
- 106. mot. Schützendivision (Oberst A. N. Perwuschin)
- 303. Schützendivision (Oberst N. P. Rudnjew)

Der Angriff erfolgte unter starken Artillerieeinsatz. Rakutin konnte 60 Geschütze und Granatwerfer pro Kilometer aufbringen.
Auf deutscher Seite verteidigten sich das IX. Armeekorps unter General der Infanterie Hermann Geyer und das XX. Armeekorps (General der Infanterie Friedrich Materna) mit sechs Infanterie-Divisionen. Von links nach rechts standen die 137., 15., 78., 292., 268.  und 7. Infanterie-Division im Frontbogen.
Am 2. September berichtete der Oberbefehlshaber der Heeresgruppe Mitte Fedor von Bock von „schweren Verlusten der Truppe“ und entschied sich, den Bogen zu räumen, da wie er in seinem Tagebuch notierte „die dort eingesetzten Divisionen“ mit der Zeit „verbluten“ würden. Die Offensive südlich des Frontbogens durch die 43. und 50. Armee begann am 2. September. Die sowjetischen Truppen (217., 279., 273. und die 290. Schützen-Division) stießen auf hartnäckigen Widerstand des Feindes und konnten die Verteidigung des VII. Armeekorps nicht durchbrechen.
Bis zum 6. September konnten die sowjetischen Truppen die Stadt Jelnja zurückerobern. Unter starkem Druck auf die Flanken evakuierte die Wehrmacht am 8. September 1941 das Gebiet und hinterließ eine zerstörte und entvölkerte Region.

## Folgen
Neben dem Erfolg der 24. Armee scheiterte die gleichzeitige Offensive der südlicher angreifenden 43. Armee in der Roslawl-Nowosybkower Operation vollständig. Der Kommandeur der 43. Armee, General Dmitri M. Selesnjow wurde darauf durch Generalmajor P. P. Sobennikow ersetzt. Die Jelnja-Offensive war der erste größere Rückschlag, den die Wehrmacht während des Unternehmens Barbarossa erlitt, und die erste Rückeroberung sowjetischen Territoriums durch die Rote Armee. Nach einer Serie verheerender Niederlagen der Roten Armee zu Beginn des Deutsch-Sowjetischen Krieges wurde die siegreiche Jelnja-Offensive von der sowjetischen Propaganda zur Hebung der Truppenmoral besonders herausgestellt. Erstmals im Krieg wurden die am Erfolg beteiligten sowjetischen Einheiten umbenannt und mit dem Titel Garde-Division geehrt.